# Cahon
Cahon est une commune rurale française située dans le département de la Somme, en région Hauts-de-France.
Depuis juillet 2020, la commune fait partie du parc naturel régional Baie de Somme - Picardie maritime.

## Géographie

### Localisation
Cahon est un village picard du Vimeu.
À vol d'oiseau, la localité est située à 8 km à l'ouest d'Abbeville et à 48 km au nord-ouest d'Amiens.
Le territoire de la commune est limitrophe de ceux de quatre communes.
Les communes limitrophes sont  Cambron, Miannay, Quesnoy-le-Montant et Saigneville.

### Hydrographie

#### Réseau hydrographique
La commune est située dans le bassin Artois-Picardie. Elle est drainée par la Trie, le Contre-fossé Rg canal Maritime d'Abbeville à Saint-Valéry-sur-Somme, la rivière la Trie, le Gouy, le Petit Cahon, le pêtre et divers autres petits cours d'eau.
Le contre-fossé du canal maritime d'Abbeville à Saint-Valéry-sur-Somme, d'une longueur de 14 km, prend sa source dans la commune de Abbeville et se jette dans la baie de Somme à Saint-Valery-sur-Somme, après avoir traversé six communes.

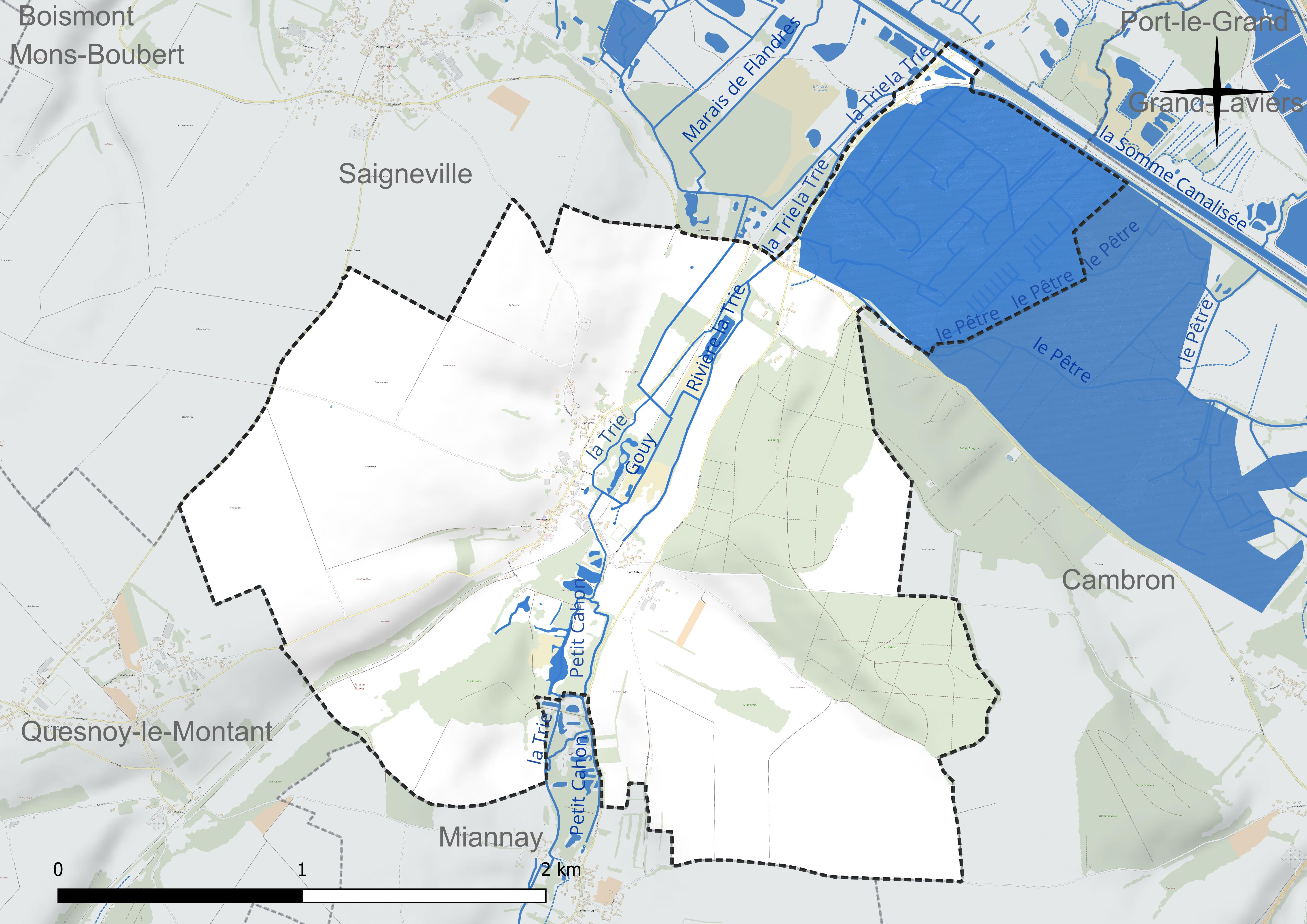
Réseau hydrographique de Cahon.

#### Gestion et qualité des eaux
Le territoire communal est couvert par le schéma d'aménagement et de gestion des eaux (SAGE) « Somme aval et Cours d'eau côtiers ». Ce document de planification concerne un territoire de 1 835 km2 de superficie, délimité par le bassin versant de la Somme canalisée. Le périmètre a été arrêté le 29 avril 2010 et le SAGE proprement dit a été approuvé le 6 août 2019. La structure porteuse de l'élaboration et de la mise en œuvre est le syndicat mixte d'aménagement hydraulique du bassin versant de la Somme (AMEVA).
La qualité des cours d'eau peut être consultée sur un site dédié géré par les agences de l'eau et l'Agence française pour la biodiversité.

### Climat
Pour des articles plus généraux, voir Climat des Hauts-de-France et Climat de la Somme.
En 2010, le climat de la commune est de type climat océanique franc, selon une étude du CNRS s'appuyant sur une série de données couvrant la période 1971-2000. En 2020, Météo-France publie une typologie des climats de la France métropolitaine dans laquelle la commune est exposée à un climat océanique et est dans la région climatique Côtes de la Manche orientale, caractérisée par un faible ensoleillement (1 550 h/an) ; forte humidité de l'air (plus de 20 h/jour avec humidité relative > 80 % en hiver), vents forts fréquents.
Pour la période 1971-2000, la température annuelle moyenne est de 10,7 °C, avec une amplitude thermique annuelle de 12,4 °C. Le cumul annuel moyen de précipitations est de 843 mm, avec 12,7 jours de précipitations en janvier et 8,3 jours en juillet. Pour la période 1991-2020, la température moyenne annuelle observée sur la station météorologique la plus proche, située sur la commune d'Abbeville à 8 km à vol d'oiseau, est de 11,0 °C et le cumul annuel moyen de précipitations est de 806,2 mm,. Pour l'avenir, les paramètres climatiques de la commune estimés pour 2050 selon différents scénarios d'émission de gaz à effet de serre sont consultables sur un site dédié publié par Météo-France en novembre 2022.

## Urbanisme

### Typologie
Au 1er janvier 2024, Cahon est catégorisée commune rurale à habitat dispersé, selon la nouvelle grille communale de densité à sept niveaux définie par l'Insee en 2022.
Elle est située hors unité urbaine. Par ailleurs la commune fait partie de l'aire d'attraction d'Abbeville, dont elle est une commune de la couronne,. Cette aire, qui regroupe 73 communes, est catégorisée dans les aires de 50 000 à moins de 200 000 habitants,.

### Occupation des sols
L'occupation des sols de la commune, telle qu'elle ressort de la base de données européenne d'occupation biophysique des sols Corine Land Cover (CLC), est marquée par l'importance des territoires agricoles (63,4 % en 2018), une proportion sensiblement équivalente à celle de 1990 (63,6 %). La répartition détaillée en 2018 est la suivante : 
terres arables (48 %), forêts (32,8 %), prairies (15,4 %), zones urbanisées (3,7 %). L'évolution de l'occupation des sols de la commune et de ses infrastructures peut être observée sur les différentes représentations cartographiques du territoire : la carte de Cassini (XVIIIe siècle), la carte d'état-major (1820-1866) et les cartes ou photos aériennes de l'IGN pour la période actuelle (1950 à aujourd'hui).

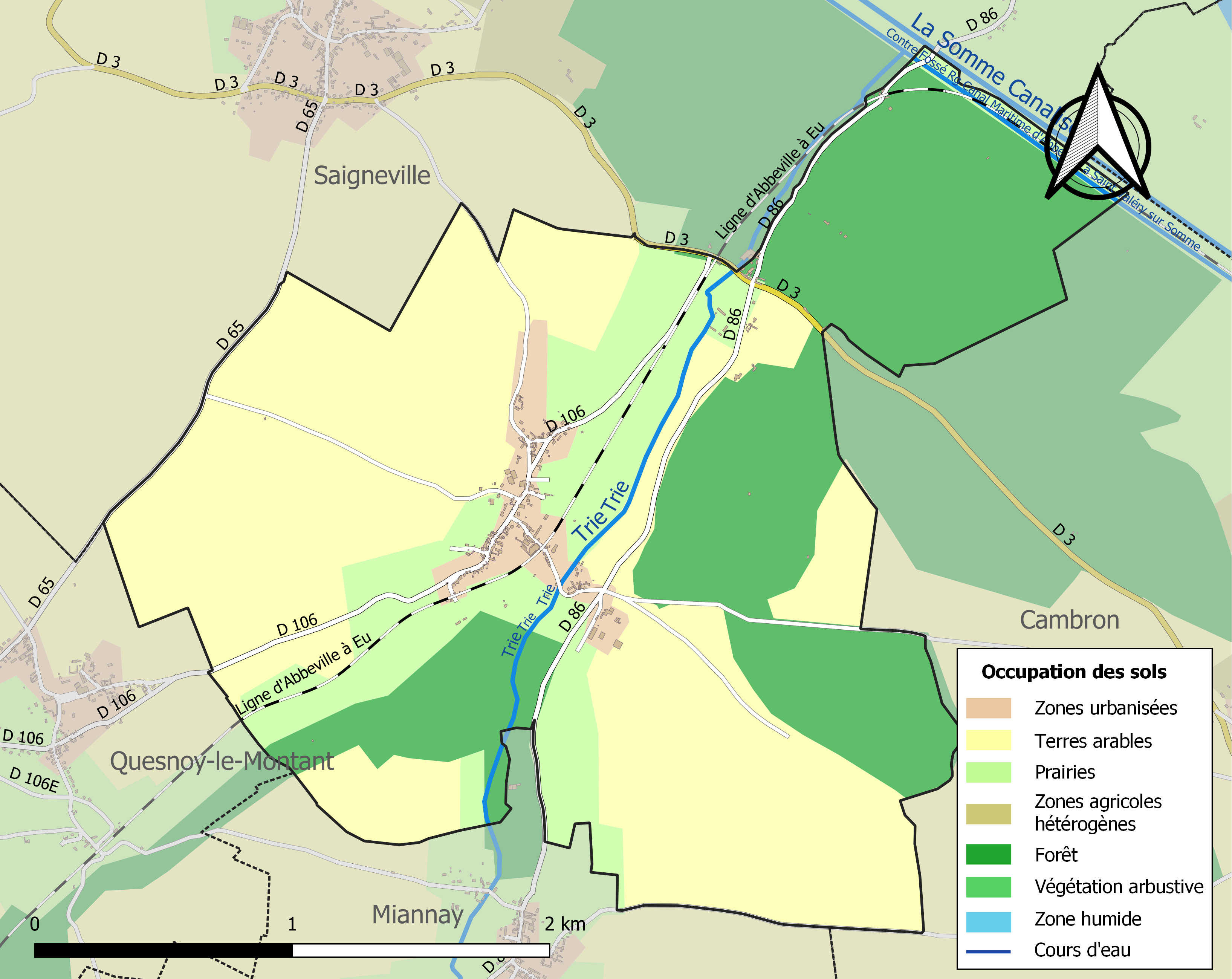
Carte des infrastructures et de l'occupation des sols de la commune en 2018 (CLC).

### Voies de communications et transports
En 2019, la localité est desservie par la ligne d'autocars no 5 (Cayeux - Friville-Escarbotin - Abbeville) du réseau Trans'80, Hauts-de-France, chaque jour de la semaine sauf le dimanche et les jours fériés.

### Risques naturels
En décembre 1999, la commune a été victime d'inondations, coulées de boue et mouvements de terrains. En avril 2011, elle a également connu des inondations et coulées de boue.

## Toponymie
Garnier cite dans son Dictionnaire topographique de la Somme, les différentes graphies du village de Cahon, tirées des auteurs suivants :
Dathon 921 (Dom Grenier, moine historien de l'abbaye de Corbie, probable cacographie pour *Cathon) ; Cahom 1207 (Richard évêque d'Amiens et Cocheris, sans prénom pour ce dernier) ; Cahon 1207 (Thomas de Saint Valery) ; Kahon 1243 (Dom Grenier) ; Cahon, forme constante du XIVe siècle au XVIIIe siècle (pouillé du diocèse 1301, inscription sur une cloche d'église 1639, Notre-Dame-du Fer 1710, carte de Cassini 1757) ; Cahons XVIIIe siècle (Doisy 1753, Expilly 1763, De Vauchelles 1778).
René Debrie s'est contenté de relever les étymologies proposées par divers spécialistes de l'onomastique. En ce qui concerne Cahon, il n'a relevé que deux auteurs : Albert Dauzat et François de Beaurepaire, qui partagent la même analyse sur l'étymologie de Cahon.
Il s'agit du type toponymique Catumagos qu'ils traduisent par catu- (combat) et magos (champs, puis marché), mots de la langue gauloise. Sorte de champs catalauniques, lieux de combats. Il explique aussi Caen et Cahan.
Le nom du hameau Gouy, attesté sous les formes Goy en 1185 ; Ghui en 1340; Gouy en 1340 ; Goui en 1733, est la forme normanno-picarde du type toponymique gallo-roman Gaudiacum à l'origine des Jouy, Joué, Gaujac, etc.

## Histoire
Situé sur la rive gauche de la Trie, le village, suivant dom Grenier, appartenait primitivement en totalité à l'abbaye de Saint-Valery. Du XVe siècle au XVIIIe siècle, la terre de Cahon  et de Gouy appartenait à la famille de Saint-Blimont (notes de monsieur de Bussy).
Cahon, village du Vimeu, entre Cambron et Saigneville, a appartenu en totalité à l'abbaye de Saint-Valery-sur-Somme. Petit-Cahon est alors une ferme touchant à Cahon.

### Seconde Guerre mondiale
Le 29 mai 1940, au cours de la bataille d'Abbeville, trois aviateurs s'écrasent dans un bois, en direction de Cambron, abattus par la DCA allemande. Un hommage leur est rendu sur le site.
Le 31 juillet 1944, trois résistants sont exécutés d'une balle dans la tête par les Allemands, dans ce même bois. Un monument rappelle les faits.
Le 24 février 1944, un Halifax, en mission de bombardement sur la Ruhr, s'écrase à Cahon. Un des membres de l'équipage perd la vie, les autres sont récupérés par la population.

## Politique et administration

### Liste des maires
| Période                                  | Période                       | Identité          | Étiquette | Qualité                                                                   |
| ---------------------------------------- | ----------------------------- | ----------------- | --------- | ------------------------------------------------------------------------- |
| Les données manquantes sont à compléter. |                               |                   |           |                                                                           |
| 1953                                     | 1976                          | Gaston Tellier    |           |                                                                           |
| Les données manquantes sont à compléter. |                               |                   |           |                                                                           |
| 1977                                     | juin 1995                     | Edmond Théret     |           |                                                                           |
| juin 1995                                | En cours (au 25 juillet 2020) | Yves Hautefeuille |           | Vice-président de la CC du Vimeu (2017 → ) Réélu pour le mandat 2020-2026 |

### Politique environnementale
En novembre 2019, le village obtient le prix de la première participation et les félicitations du jury au concours des villes et villages fleuris.

## Population et société

### Démographie
Les habitants de la commune sont appelés les Cahonnais.

L'évolution du nombre d'habitants est connue à travers les recensements de la population effectués dans la commune depuis 1793. Pour les communes de moins de 10 000 habitants, une enquête de recensement portant sur toute la population est réalisée tous les cinq ans, les populations de référence des années intermédiaires étant quant à elles estimées par interpolation ou extrapolation. Pour la commune, le premier recensement exhaustif entrant dans le cadre du nouveau dispositif a été réalisé en 2005.

En 2022, la commune comptait 221 habitants, en évolution de +11,06 % par rapport à 2016 (Somme : −1,26 %, France hors Mayotte : +2,11 %).
| 1793 | 1800 | 1806 | 1821 | 1831 | 1836 | 1841 | 1846 | 1851 |
| ---- | ---- | ---- | ---- | ---- | ---- | ---- | ---- | ---- |
| 219  | 195  | 188  | 213  | 185  | 197  | 220  | 246  | 260  |

| 1856 | 1861 | 1866 | 1872 | 1876 | 1881 | 1886 | 1891 | 1896 |
| ---- | ---- | ---- | ---- | ---- | ---- | ---- | ---- | ---- |
| 241  | 264  | 260  | 249  | 264  | 252  | 280  | 257  | 251  |

| 1901 | 1906 | 1911 | 1921 | 1926 | 1931 | 1936 | 1946 | 1954 |
| ---- | ---- | ---- | ---- | ---- | ---- | ---- | ---- | ---- |
| 248  | 264  | 277  | 246  | 256  | 258  | 262  | 258  | 214  |

| 1962 | 1968 | 1975 | 1982 | 1990 | 1999 | 2005 | 2006 | 2010 |
| ---- | ---- | ---- | ---- | ---- | ---- | ---- | ---- | ---- |
| 226  | 227  | 213  | 208  | 212  | 224  | 210  | 204  | 216  |

| 2015 | 2020 | 2022 | - | - | - | - | - | - |
| ---- | ---- | ---- | - | - | - | - | - | - |
| 201  | 208  | 221  | - | - | - | - | - | - |

### Enseignement
La commune est associée avec celles de Quesnoy-le-Montant et de Miannay (avec son hameau Lambercourt) au sein d'un regroupement pédagogique intercommunal.
En juin 2025, les CM1-CM2 sont accueillis localement. L'amicale des anciens élèves fête alors ses cent ans d'existence en réunissant une centaine de participants.

## Économie
La commune est incluse dans le territoire d'appellation d'origine contrôlée pour les moutons prés salés de la baie de Somme.

## Culture locale et patrimoine

### Lieux et monuments
- Église Saint Pierre-ès-Liens de Cahon, à clocher-mur : elle comporte des croix en silex taillés sur la façade du clocher[36].
- Croix en tuf dans le nouveau cimetière 
Elle fait partie de l'ensemble des croix médiévales en tuf du Vimeu.
- Monument aux trois martyrs de la résistance
Entre Cambron et Cahon, au bout d'une allée du bois Riquier, Roger et Edmond Baudère, Turenne Delaporte sont exécutés le 31 juillet 1944, d'une balle dans la tête par les nazis[37].
- L'hommage aux aviateurs abattus le 29 mai 1940 
Près de l'endroit où les résistants ont été exécutés, l'emplacement où l'avion s'est écrasé est matérialisé par une épitaphe rappelant les faits.

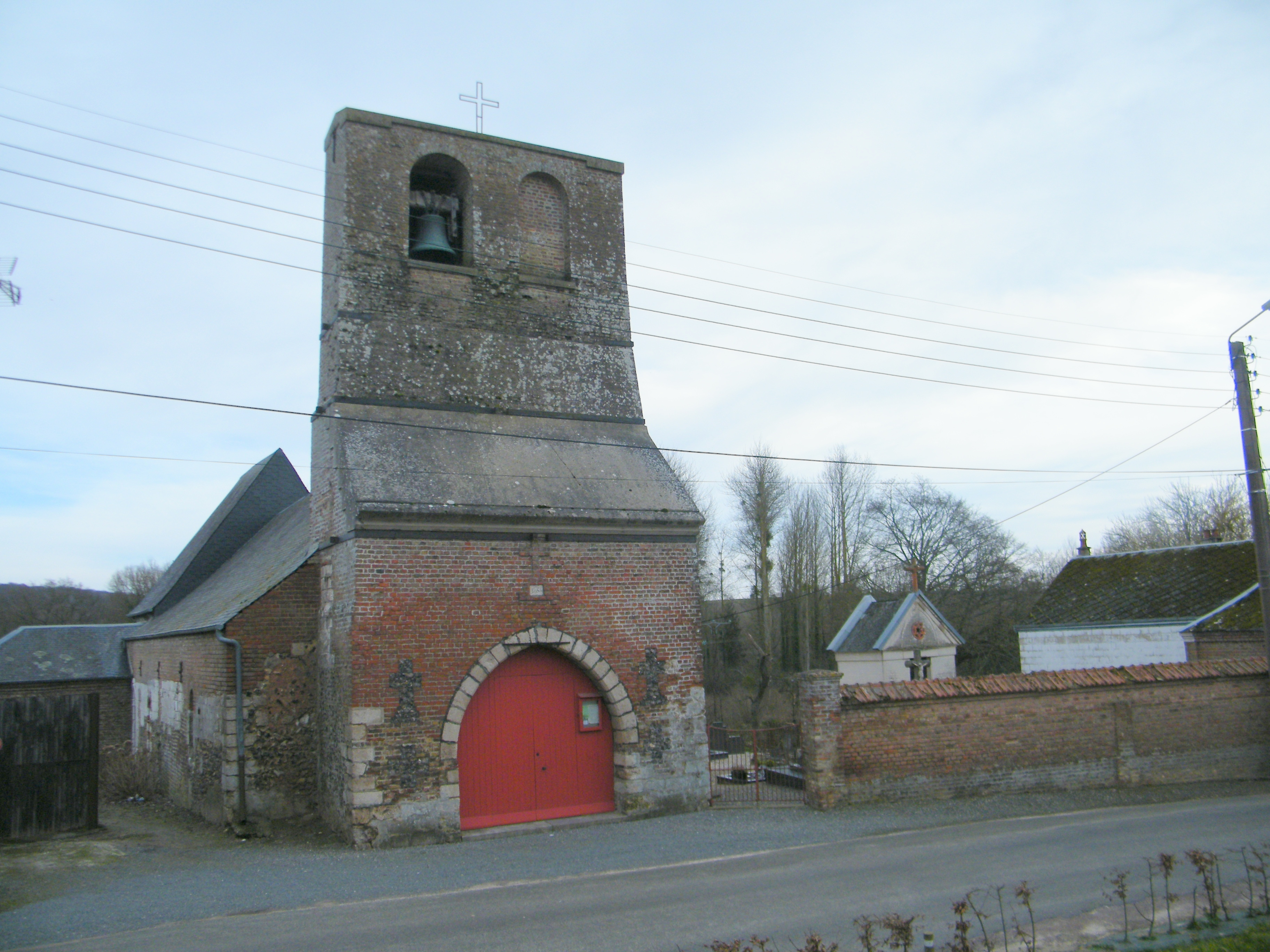
L'église de Cahon.
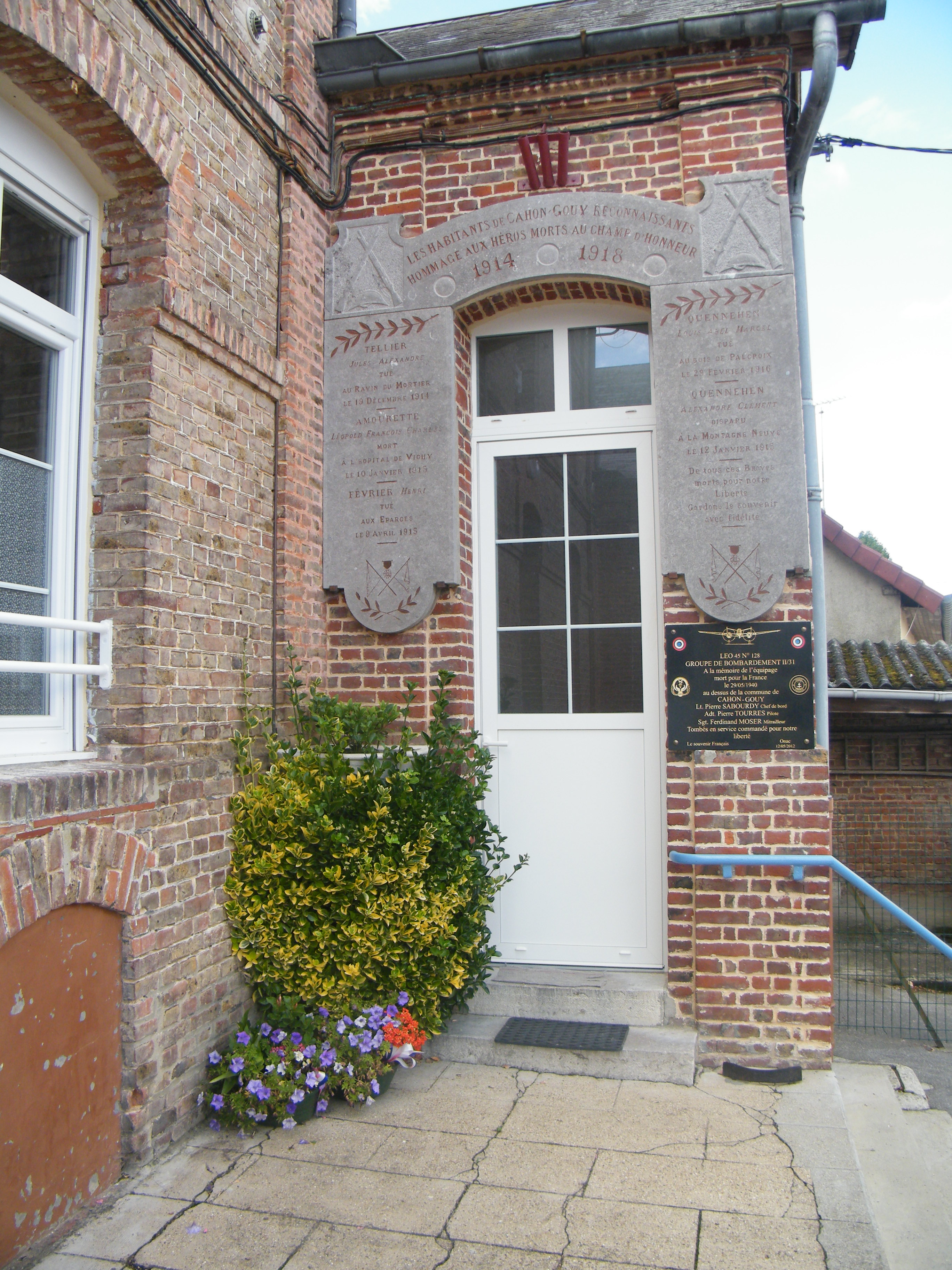
Hommage aux morts pour la patrie.
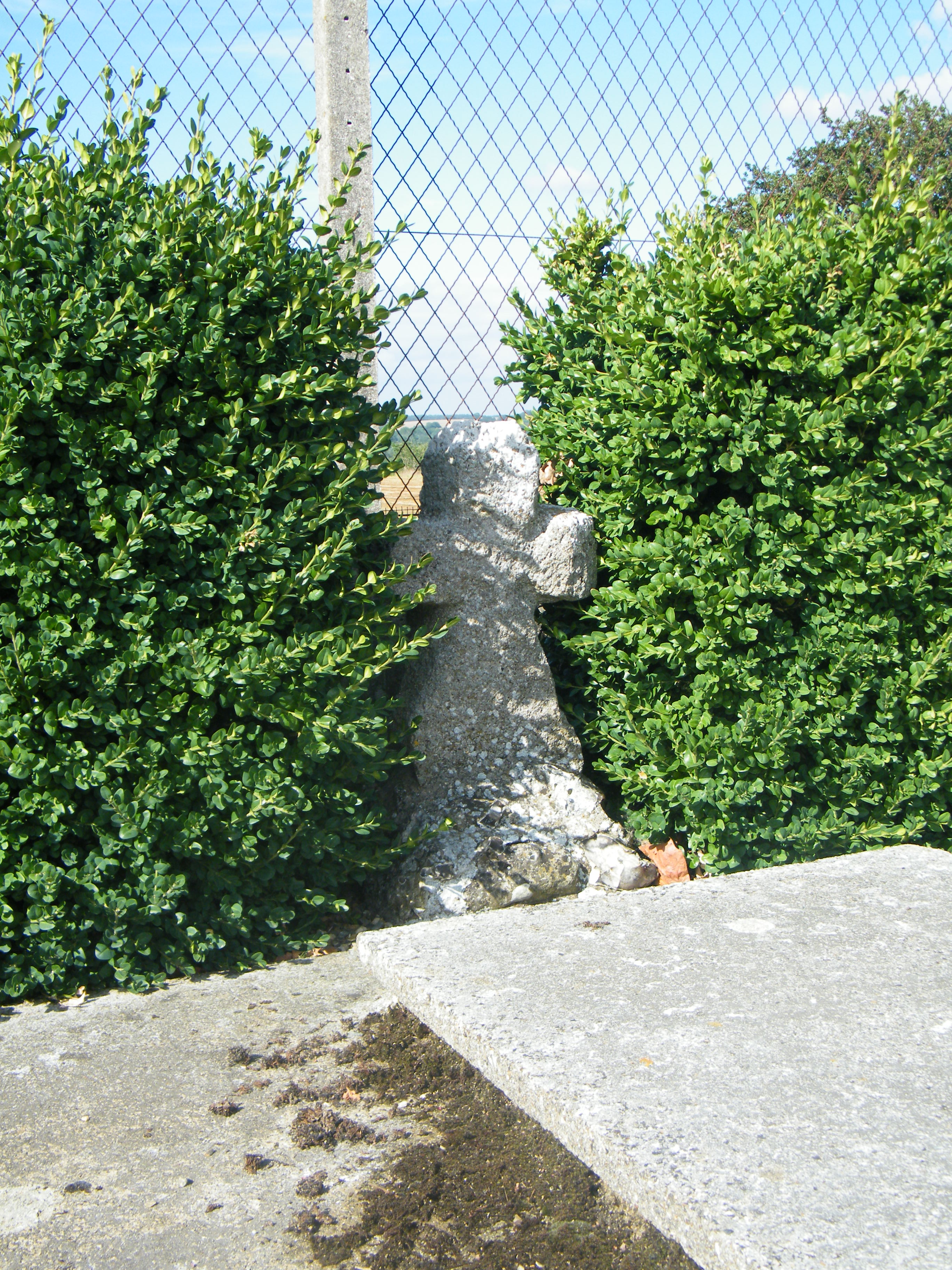
Croix de tuf du nouveau cimetière.
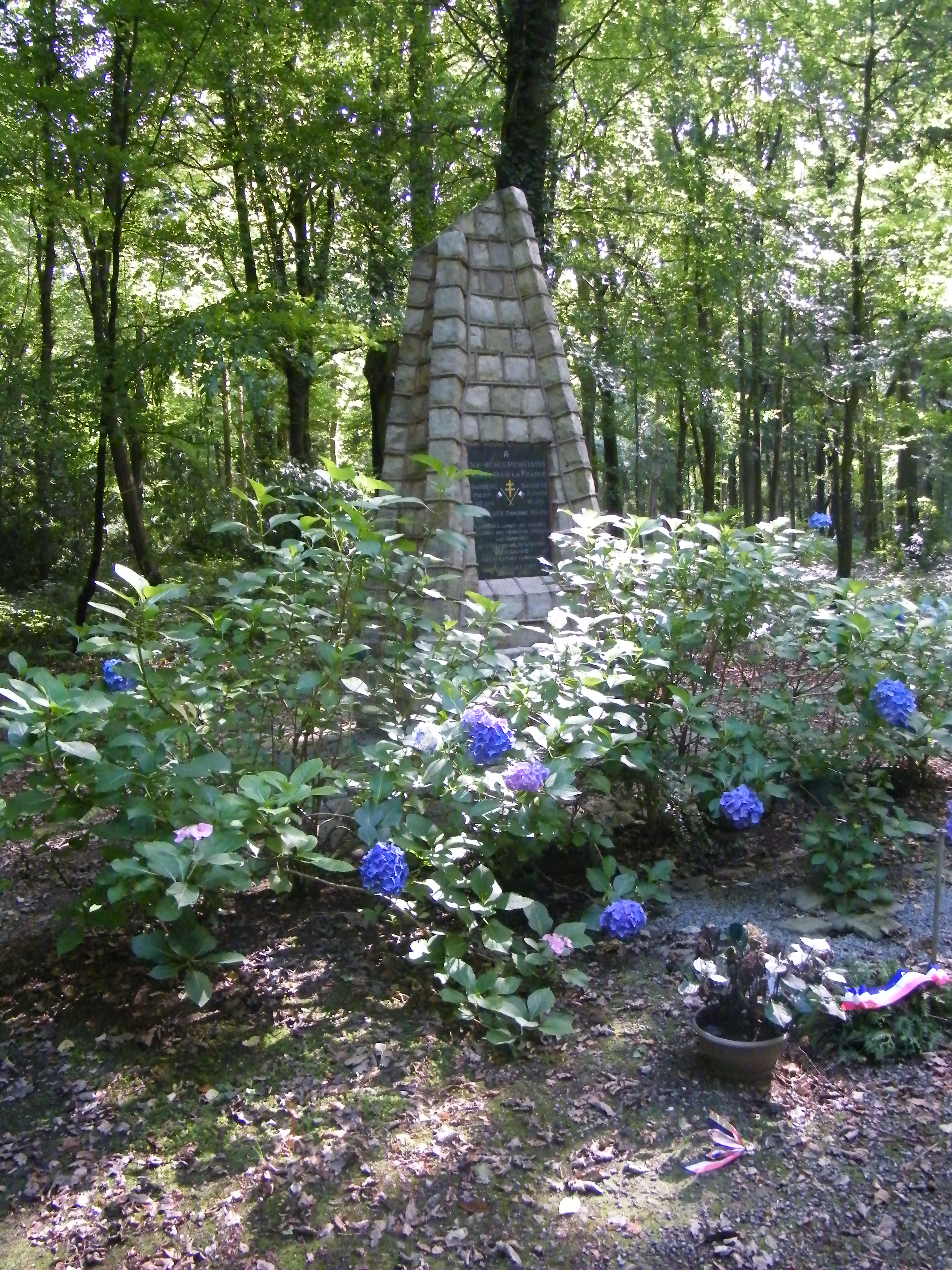
Hommage aux résistants abattus le 31 juillet 1944.
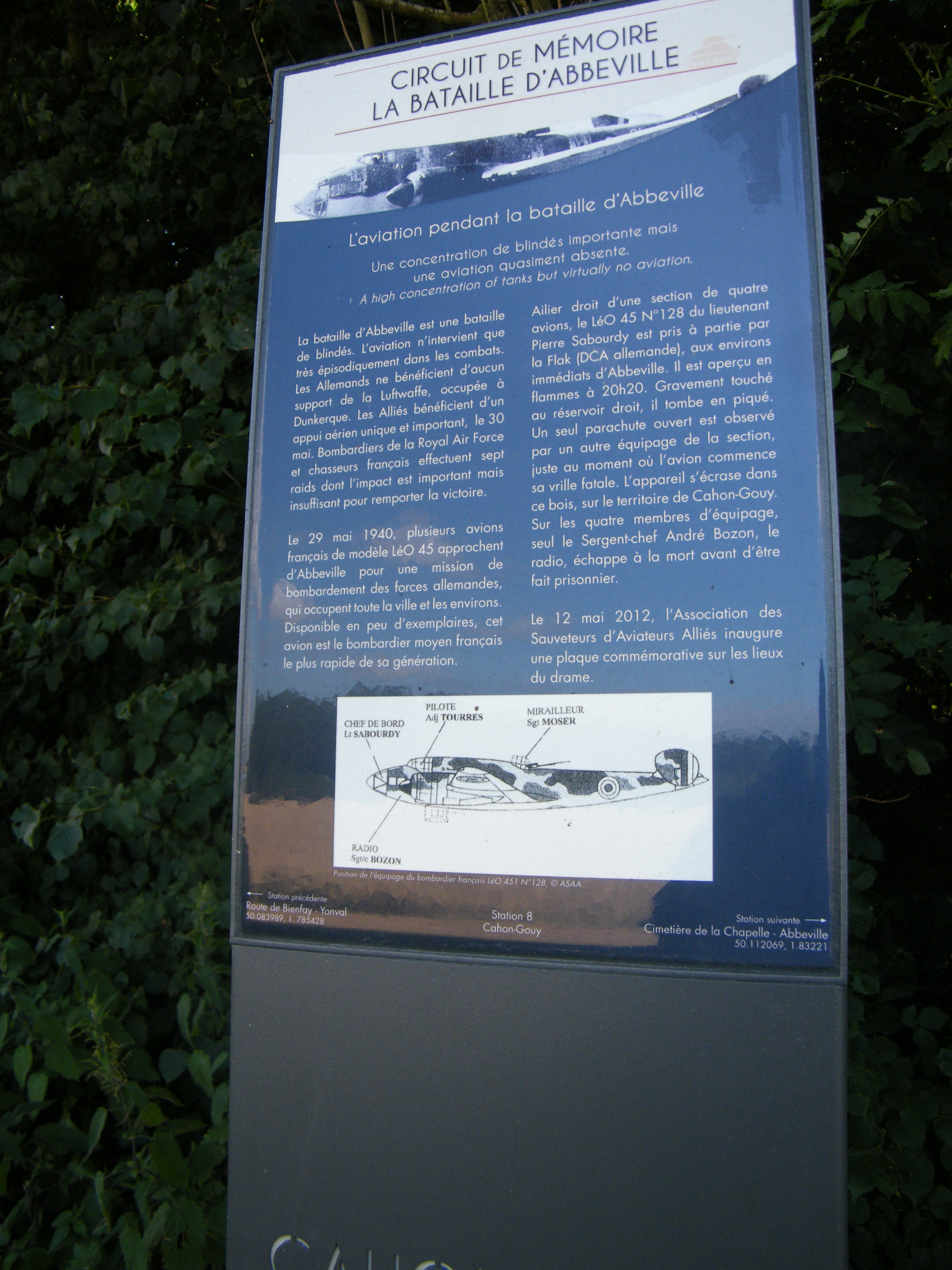
Le village a subi la bataille d'Abbeville.
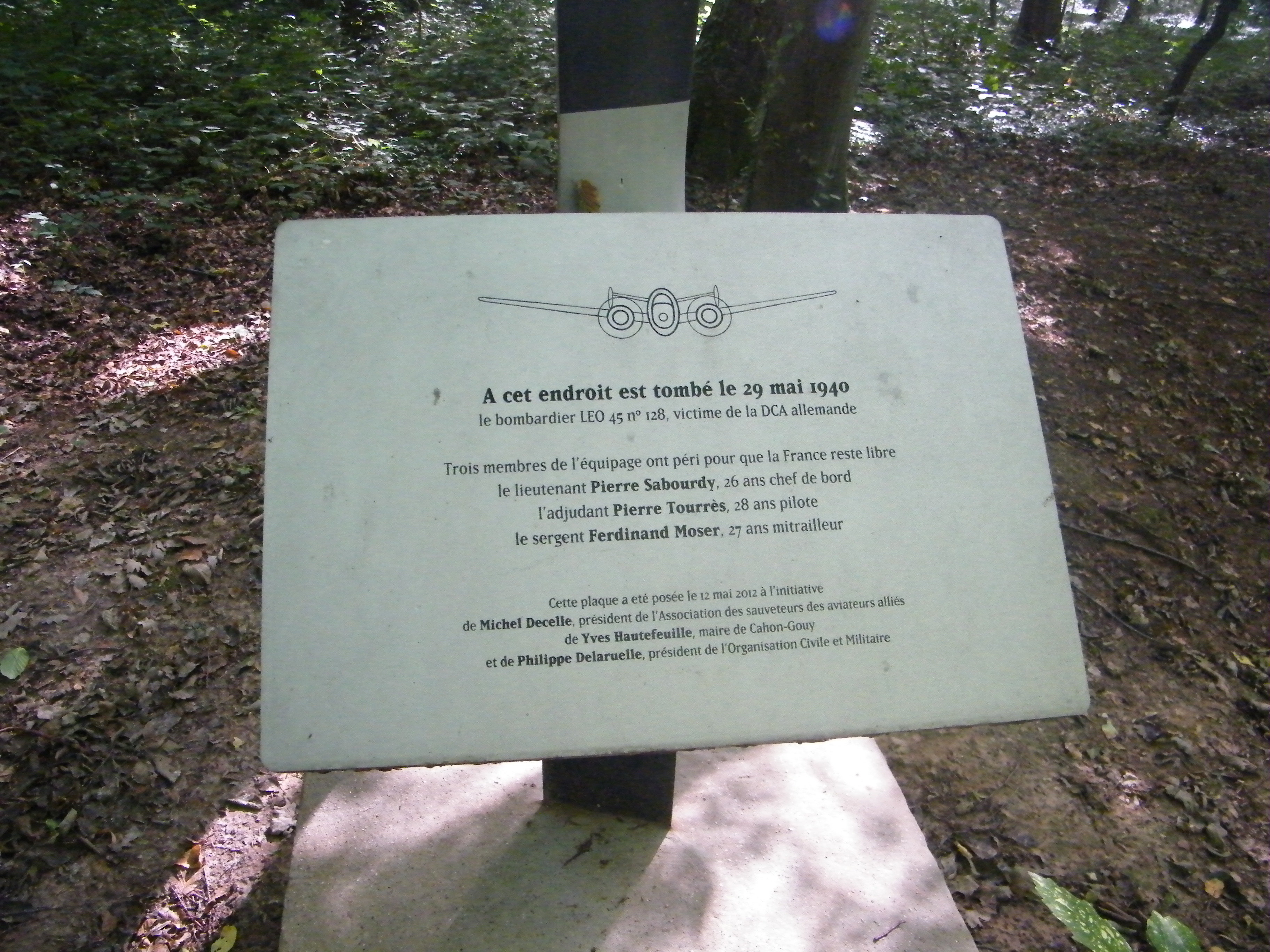
Hommage aux aviateurs abattus le 29 mai 1940.
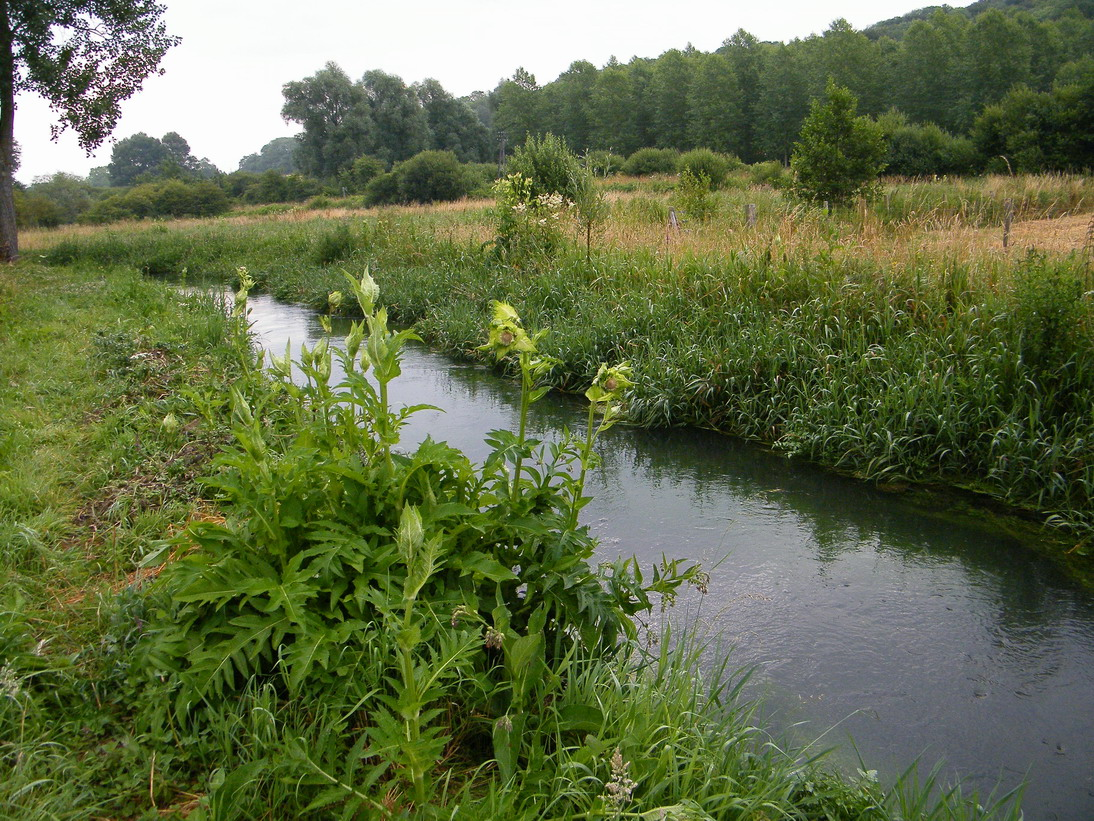
La Trie à Cahon, où se plait le cirse maraîcher.

### Personnalités liées à la commune
Famille de Cahon
- Charte de Jean de Cahon, chevalier, de 1244, où il est mentionné le petit moulin de Cahon (dom Grenier).
- Renier de Cahon et Béatrix, sa femme vendent à l'abbaye d'Épagne la moitié d'un four à Abbeville, dans le faubourg de Rouvroy en 1255.
- Jacques tient un fief à Ponches vers 1300 (Arch. d'Abbeville).
- Jean de Caon, bailli de Rue, est cité en juin 1282 (dom Grenier).
- Eve de Caon, demeurant à Abbeville, 1340 (Coeuil. de Saint-Pierre d'Abbeville).
- Jean Caon tient un fief en censives, du fief du Bos-Raoul, à Airaines en 1380. (Vu).
- Cordelier et Pierre de Cahon, écuyers sous Messire Guille, Sgr de Saveuses, à Hesdin en 1380 (Ms. de la Bibl. roy).
- Nicolas, échevin d'Abbeville, 1419, 1421 etc.
- Jean, procureur de Michel Courtois, homme lige d'Achery, signe la coutume d'Achery en 1507.
- Maheu de Cahon d'Allery paraît à l'arrière-ban en 1557, pour un fief à Allery.
- Françoise est femme de Nicolas Danze], écuyer, seigneur de Saint-Marc en 1576.
- Jacques est seigneur de Beaufort, 1667. (Vu).
- Rault de Cahon, demeurant à Abbeville en 1569, allié à Marie Aliamet, d'où Wulfranc, fils aîné, échevin d'Abbeville en 1583, père de Jean, capitaine du quartier d'Hocquet, à Abbeville en 1608, allié à Marguerite du Val, d'où Vulfranc et un autre fils, père de François. Ledit Vulfranc, bourgeois d'Abbeville, allié en 1647 à Catherine de Bernay, veuve en 1665 et 1698, d'où Jean, bourgeois d'Abbeville, établi son testament en 1687. Ses armes furent insérées à l'armorial général en 1696, « d'azur à une bande d'argent, au lion d'or brochant sur le tout ». Il fut père de Geneviève, qui vend sa maison en 1717.
- Jean de Cahon, ancien receveur de Saint-Vulfranc vers 1700, a pour légataires Charles de Sainte-Aldegonde, écuyer, seigneur de Noircarme, et Philippe Nacart, seigneur de Hodicq.

### Héraldique

Les armes de Jean de Cahon sont insérées à l'armorial général de France en 1696 : « d'azur à une bande d'argent, au lion d'or brochant sur le tout ».